# Ореоцереус
Ореоцереус (лат. Oreocereus) — род суккулентных растений семейства Кактусовые (Cactaceae) произрастающий на территории Аргентины, Боливии, Чили и Перу.

## Название
Родовое латинское (научное) название Oreocereus происходит от греческого слова oreios, что означает «относящийся к горе», и названия рода Cereus — Цереус (от лат. cereus — «восковой» или «восковая свеча». Название отражает связь с высокогорными регионами, где произрастают растения.

## Описание
Ореоцереус — род прямостоячих, колонновидных, кустистых кактусов. Они ветвятся от основания и могут достигать высоты до 3 метров, в зависимости от вида. Растения покрыты белыми щетинковидными волосками и колючками, хотя степень покрытия может варьироваться. У них много округлых и бугорчатых ребер (от 10 до 25). Ареолы широкие, покрытые шерстистыми и колючими волосками, с центральными прочные колючками.
Цветки бывают более или менее зигоморфными, имеют форму трубки или воронкообразную форму, и могут быть оранжевыми, розово-фиолетовыми, карминно-красными или пурпурно-коричневыми. Основными опылителями служат колибри или другие птицы, например, сикалисы, хотя иногда цветки опыляются пчелами, осами и бабочками. Плоды могут иметь форму шаровидную, яйцевидную, удлиненную или грушевидную. Они почти гладкие, желтого цвета, слегка водянистые. Плоды обычно содержат мясистую массу, которая растрескивается у основания, после чего плоды опадают, но цветки остаются стойкими. Семена черные, грубояйцевидные или ямчатые. Они обычно матовые, хотя иногда могут блестеть.

## Таксономия
Oreocereus Riccob., первое упоминание в Boll. Reale Orto Bot. Palermo 8: 258 (1909).

### Синонимы
Гетеротипные (основанные на разных номенклатурных типах):
- Arequipa Britton & Rose (1922)
- Arequipiopsis Kreuz. & Buining (1941)
- Moraquipa Rüd.Baumgärtner (2012)
- Morawetzia Backeb. (1936)

### Виды
Подтвержденные виды по данным сайта Plants of the World Online на 2023 год:
- Oreocereus celsianus (Salm-Dyck) A.Berger ex Riccob.
- Oreocereus doelzianus (Backeb.) Borg
- Oreocereus hempelianus (Gürke) D.R.Hunt
- Oreocereus leucotrichus (Phil.) Wagenkn.
- Oreocereus pseudofossulatus D.R.Hunt
- Oreocereus ritteri Cullmann
- Oreocereus tacnaensis F.Ritter
- Oreocereus trollii (Kupper) Backeb.

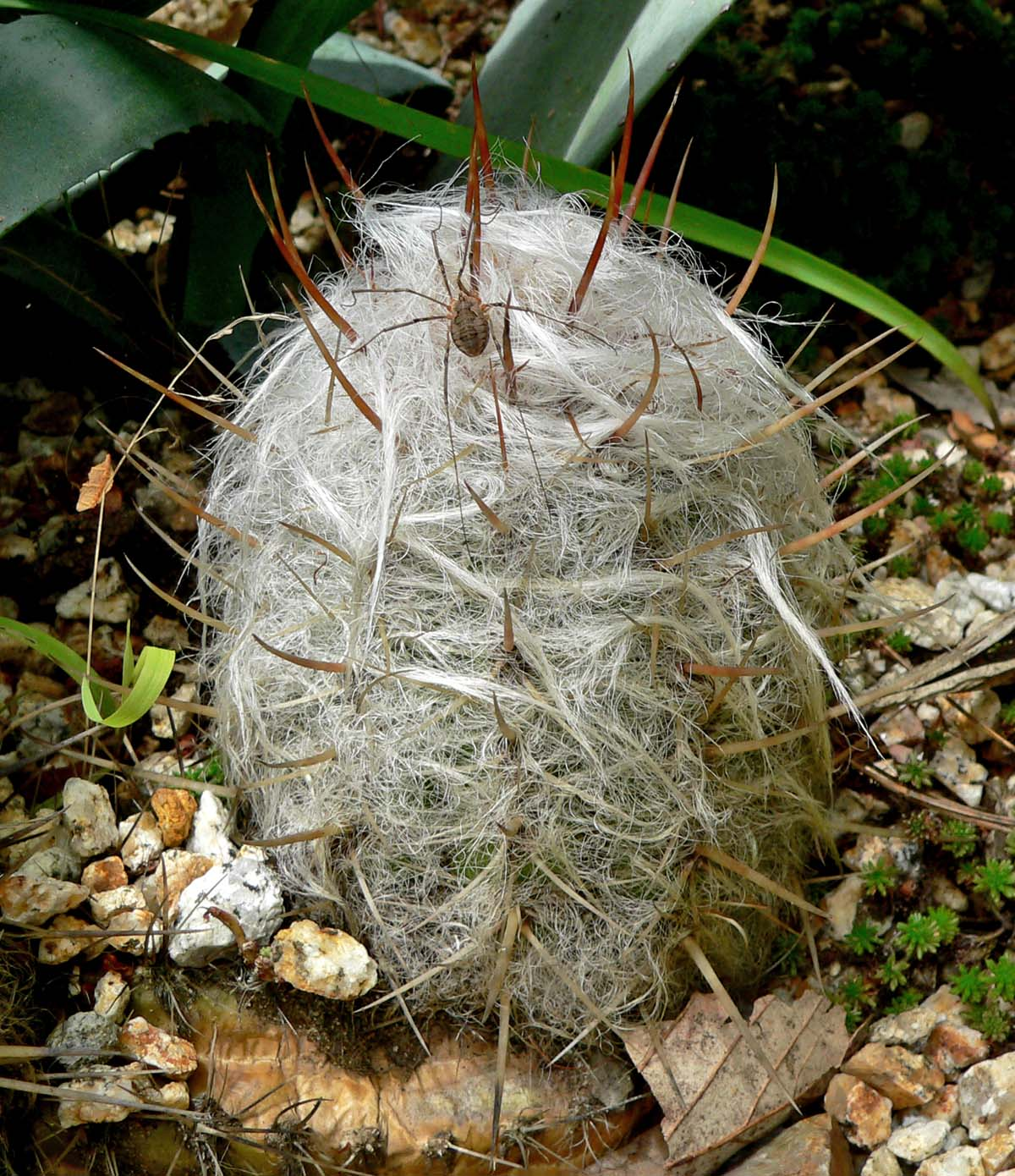
Oreocereus celsianus
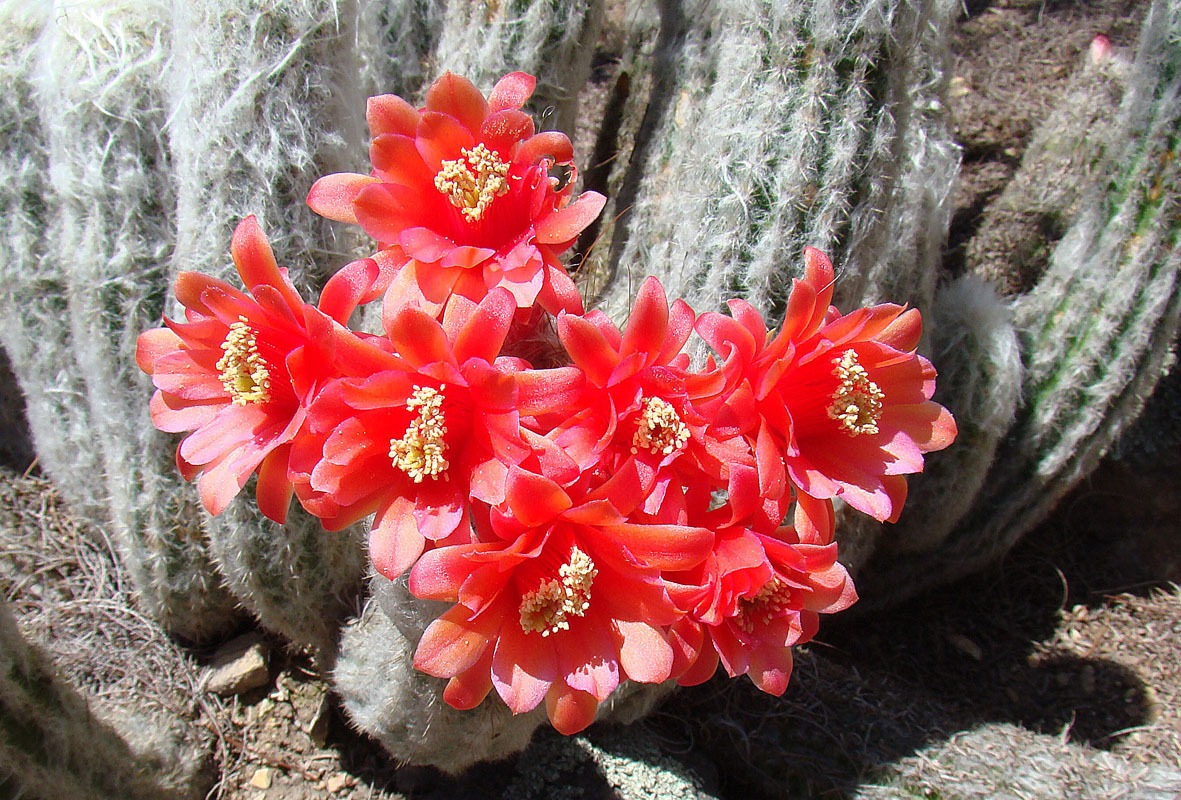
Oreocereus doelzianus
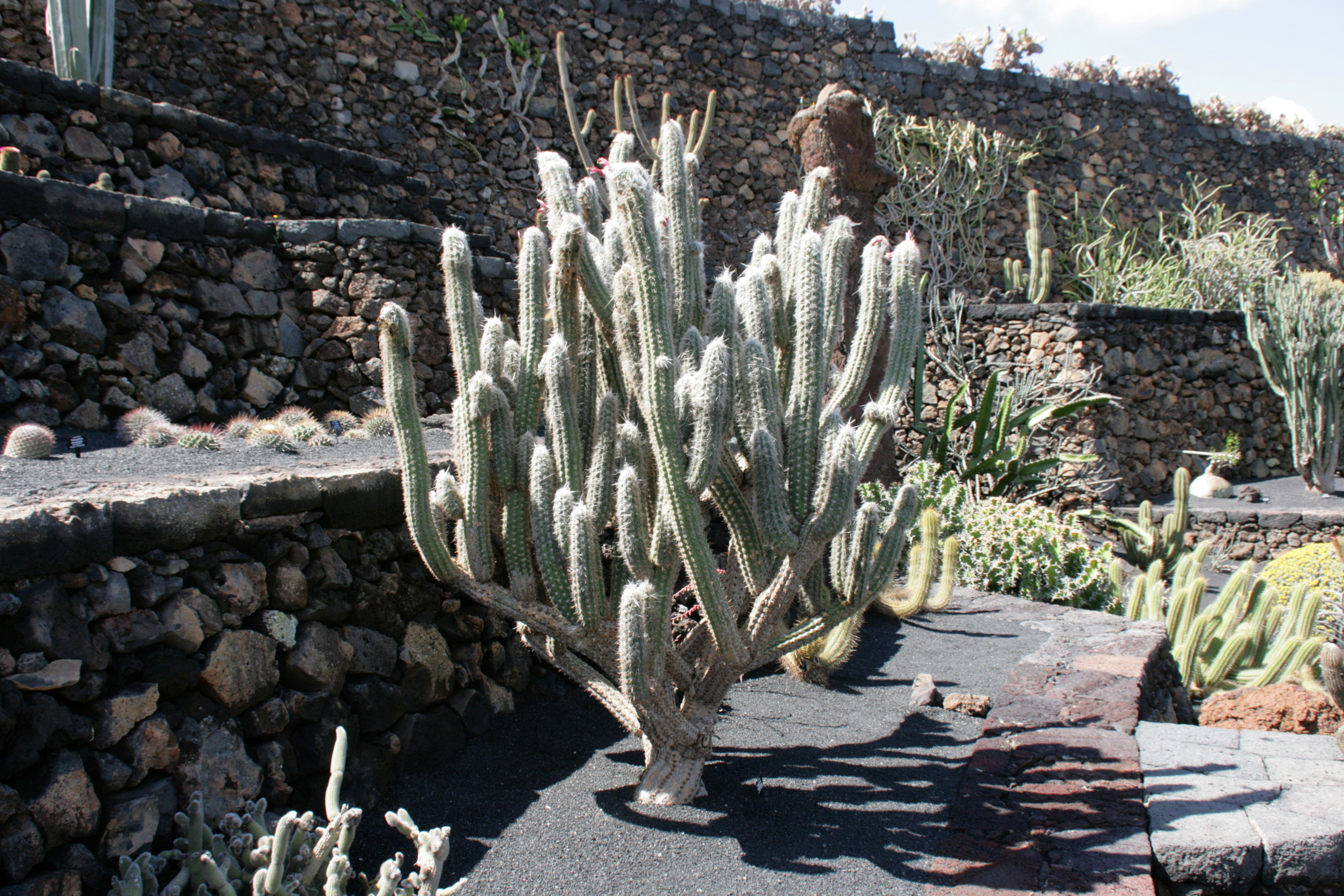
Oreocereus leucotrichus
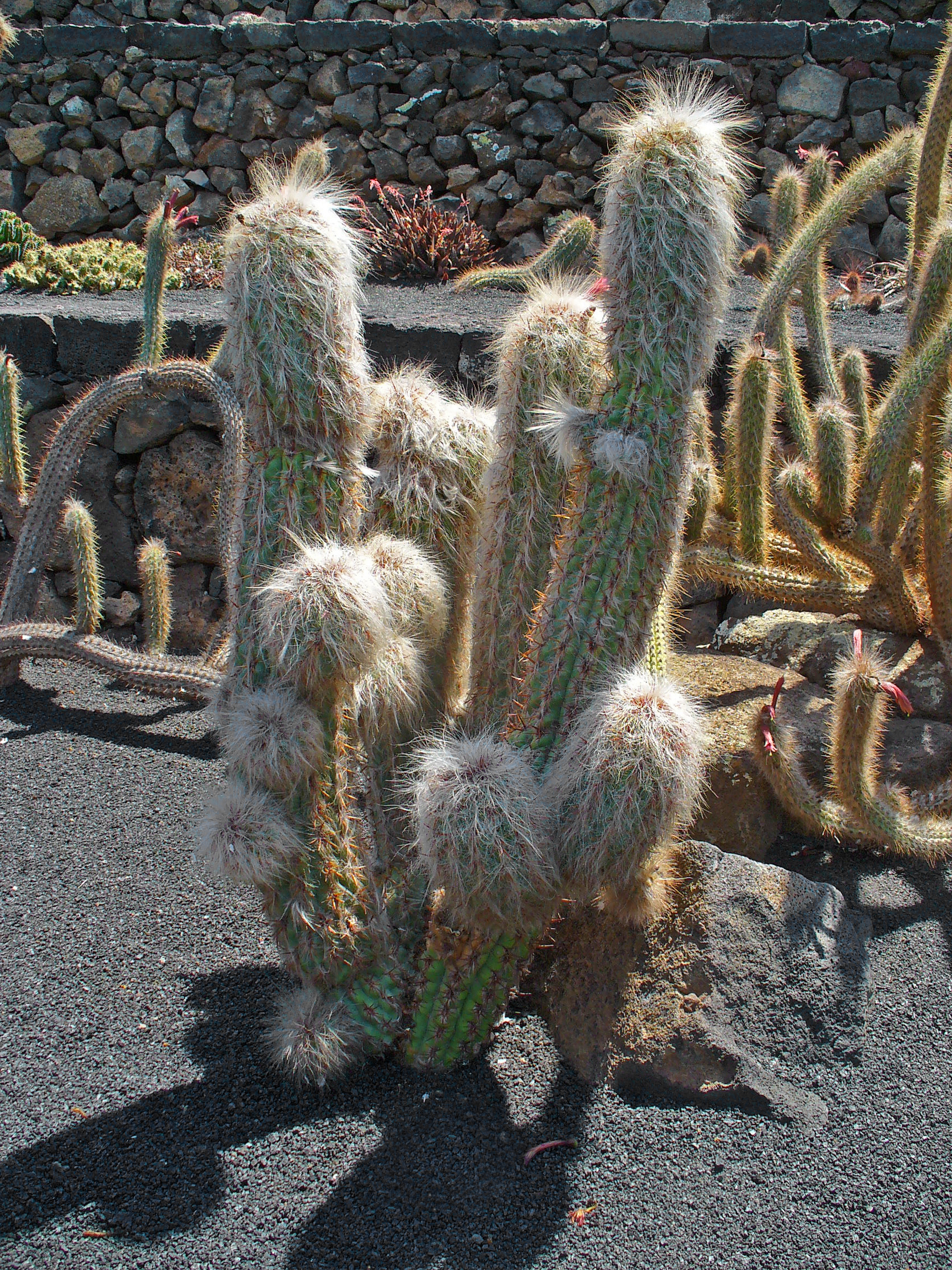
Oreocereus pseudofossulatus
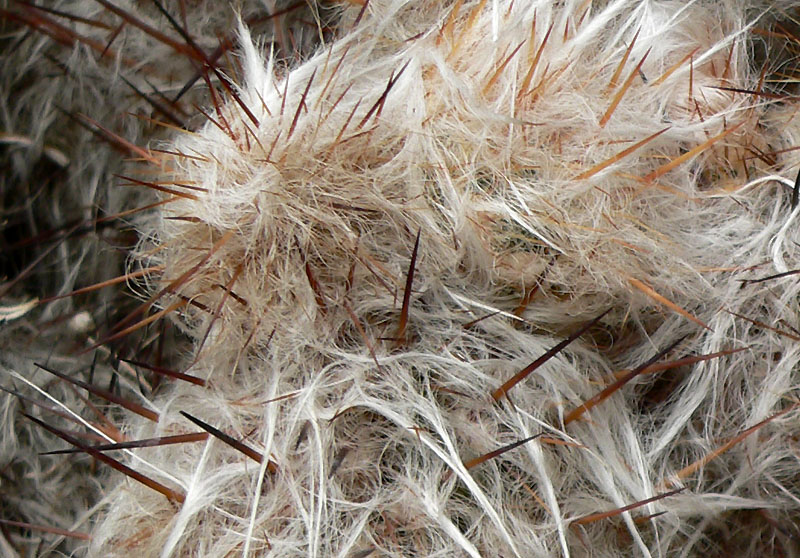
Oreocereus trollii